# Angevijnse Rijk
Het Angevijnse Rijk was het gebied dat de eerste Plantagenetkoningen van Engeland bestuurden. Het rijk strekte zich uit van de Schotse grens tot aan de Pyreneeën, inclusief enkele delen van Wales en Ierland. Het Angevijnse Rijk was puur in hegemonie een rijk, en niet zozeer in territoriaal opzicht. Het werd achtereenvolgens bestuurd door de koningen Hendrik II, Richard I (ook bekend als Richard Leeuwenhart) en Jan zonder Land en zij zagen de voorouderlijke gebieden in de Loirevallei als het centrum van hun rijk.
Hendrik II had een grote hoeveelheid aan grondgebieden bij elkaar verkregen. Zo had hij Anjou, Maine en Touraine geërfd en had hij via het huwelijk met zijn vrouw, Eleonora van Aquitanië, het hertogdom Aquitanië verkregen. Hij breidde ook zijn macht op de Britse eilanden verder uit en verlegde daar zijn grenzen in Wales en op Ierland. Door de vazalliteit van de Franse lenen aan de koningen van het Huis Capet kwamen Hendrik II en zijn zonen herhaaldelijk in conflict met de Franse koningen. Hendrik II en Richard I slaagden erin hun grenzen te verdedigen, maar onder het koningschap van Jan gingen grote delen van het rijk verloren. Er kwam een definitief einde aan het rijk toen koning Hendrik III in 1259 zijn aanspraak op Franse lenen opgaf in het Verdrag van Parijs.

## Naamgeving
De term "Angevijnse Rijk" is een neologisme om de gebieden te definiëren die in handen waren van de Engelse koningen Hendrik II, Richard I en Jan zonder Land. In hun eigen tijd hadden ze geen naam voor hun eigen rijk en verwezen ze ernaar op hun zegels met Rex Anglorum, Dux Normannorum et comes Andegavorum. Ook spraken ze zelf ook nooit over een rijk. De term "Angevijnse Rijk" werd voor het eerst geïntroduceerd in het boek England under the Angevin Kings in 1887 van de Britse historica Kate Norgate. In het Frans duidt men het rijk aan met de term Espace Plantagenet (Plantagenetgebied) voor de Franse gebieden van de Plantagenets.
Ook de aanduiding "rijk" is controversieel onder historici. Het is namelijk onbekend of de gebieden die verkregen waren door Hendrik II, een gemeenschappelijke identiteit hadden en daarom als een rijk aangeduid zouden moeten worden. Martin Aurell betoogt dat het rijk die titel niet verdient, omdat het geen sterke, gecentraliseerde staat was om serieus als rijk aangeduid te worden. Ook ontbreekt het rijk aan een keizerlijke titel die de naam als rijk zijnde wel impliceert. De hoogste titel was immers ook die van "koning van Engeland". De overige titels waren van hertogelijke of grafelijke rang en waren compleet onafhankelijk van de koninklijke titel en waren ook niet gebonden aan de Engelse wet. Hierom spreken sommige historici dan ook liever over een gemenebest dan over een rijk en was het Angevijnse Rijk slechts een verzameling van enkele lenen die met elkaar verbonden zijn door een enkel persoon, namelijk de koning van Engeland.

## Geschiedenis

### Achtergrond

#### Anjou
Al sinds de 10e eeuw vergaarden de graven van Anjou verscheidene titels en landerijen in het huidige Frankrijk. Door middel van huwelijkspolitiek wisten de graven de kastelen van Amboise, Loches en Loudun te verkrijgen. Graaf Fulco III verwierf door een huwelijk het graafschap Vendôme en zijn kleinzoon Fulco IV op zijn beurt ook door een huwelijk het graafschap Maine.

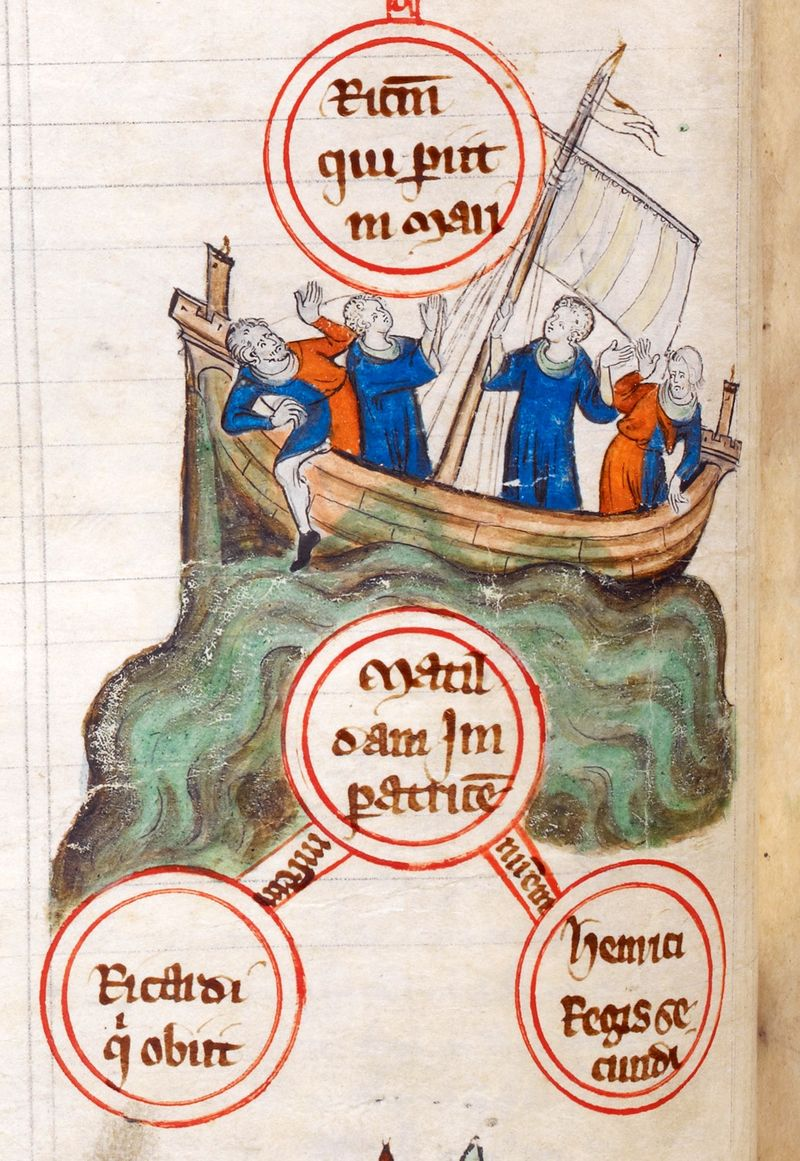
Een 14e-eeuwse afbeelding van de scheepsramp van het White Ship. Deze ramp maakte een einde aan het huwelijk tussen kroonprins Willem Adelin en Mathilda en was een belangrijke oorzaak voor het uitbreken van de Anarchie in Engeland.

#### Banden tussen Anjou en Engeland (1110-1135)
Het graafschap Maine was al jarenlang het strijdtoneel tussen de graven van Anjou en de hertogen van Normandië, die tevens koning van Engeland waren. Toen in 1110 het graafschap definitief in handen kwam van de Angevijnen, trok Hendrik I van Engeland, de hertog van Normandië, ten oorlog tegen Anjou. Na drie jaar van oorlogvoering verlangde de Engelse koning naar vrede en in februari 1113 bracht Fulco V van Anjou in Alençon leenhulde aan de hertog van Normandië. Tevens werd zijn dochter Mathilda uitgehuwelijkt aan de Engelse kroonprins Willem Adelin. Het huwelijk werd pas in 1119 gesloten, maar al snel trof een rampspoed het huwelijk en kwam prins Willem Adelin om bij de scheepsramp van het White Ship. Daarop besloot Fulco V een nieuw huwelijk tussen beide partijen te sluiten; zijn dochter Sybille werd uitgehuwelijkt aan de neef van de koning, Willem Clito. Het huwelijk werd echter, door toedoen van Hendrik I, al binnen een jaar geannuleerd door de paus vanwege de verwantschap van de twee huwelijkskandidaten.
Door de voortdurende conflicten tussen Hendrik I en koning Lodewijk VI van Frankrijk wendde de Engelse koning zich opnieuw tot de graaf van Anjou om een alliantie tussen hen beiden te bewerkstelligen. Dit resulteerde wederom in een huwelijk tussen beide huizen, ditmaal tussen Godfried Plantagenet en Mathilde van Engeland. Het huwelijk vond op 17 juni 1128 plaats in Le Mans in de aanwezigheid van de vaders van het huwelijkspaar. Al twee jaar eerder had Hendrik Mathilde benoemd tot zijn erfgename waardoor het kind van het pasgetrouwde echtpaar op termijn de Engelse troon zou erven. In 1133 werd dat kind geboren en ze noemden hem Hendrik, naar de koning die hij moest opvolgen.

#### Anarchie van Engeland (1135-1150)
Koning Hendrik I overleed echter al op 1 december 1135. Voor zijn dood had hij de Engelse edelen meermaals een eed laten afleggen om Mathilde als zijn erfgenaam te erkennen, maar na zijn dood kwamen ze daar al spoedig op terug. Toen Stefanus van Boulogne, een neef van Hendrik I, het nieuws over de dood van de koning vernam, haastte hij zich naar Engeland, nam in Winchester de koninklijke schatkist in beslag en liet zich door de aartsbisschop van Canterbury uitroepen tot de nieuwe koning van Engeland. Tevens wist hij zich in één dag tijd van de steun te verzekeren van de Anglo-Normandische edelen aan beide zijden van Het Kanaal en werd de familie van Mathilde in een klap onterfd.
In 1136 viel Godfried Plantagenet Normandië binnen waar het gezag van Stefanus nog niet al te stevig was. Twee jaar later zegde de halfbroer van Mathilde, Robert van Gloucester, zijn steun aan Stefanus op en sprak zich uit voor de claim op de troon van zijn halfzus. Een jaar later viel Mathilde met een leger Engeland binnen en de burgeroorlog begon hiermee in alle ernst. Godfried wist zijn macht in Normandië in de loop van de jaren te consolideren, terwijl zijn vrouw Mathilde in Engeland verschillende militaire nederlagen leed.

### Opbouw van het rijk (1150-1173)

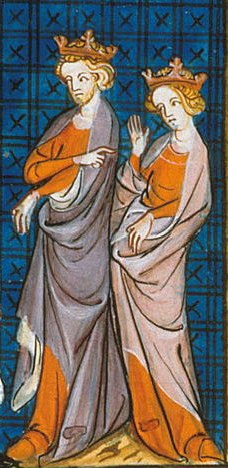
Hendrik II en Eleonora van Aquitanië, miniatuur uit een 14e-eeuwse kroniek.

In 1150 werd Hendrik Plantagenet door zijn vader benoemd tot hertog van Normandië. Het jaar daarop overleed Godfried Plantagenet en Hendrik erfde van zijn vader ook Anjou. Had Hendrik zijn gezag gevestigd over Engeland, dan had de jongere broer van Hendrik Anjou geërfd. Het was dus niet de intentie van Godfried VI dat zowel Engeland als Anjou beide onder het gezag van een persoon kwamen te staan.
Op 18 mei 1152 huwde Hendrik in geheim met Eleonora van Aquitanië in de Kathedraal van Poitiers. Zij was tot kort daarvoor getrouwd geweest met koning Lodewijk VII van Frankrijk die ze twee dochters had geschonken. Hun huwelijk was geannuleerd wegens bloedverwantschap. Zij was tevens hertogin van Aquitanië waardoor ze een zeer begeerde vrijgezel was in West-Europa. Door haar huwelijk met Hendrik bracht ze haar erfenis in diens handen en hiermee controleerde hij het hele westerse deel van het Koninkrijk Frankrijk. In 1153 werd in Engeland het Verdrag van Wallingford getekend tussen de beide strijdende partijen van de Engelse burgeroorlog en in het verdrag erkende koning Stefanus Hendrik als zijn erfgenaam voor de Engelse troon. Ruim een jaar later overleed Stefanus al en werd Hendrik op 19 december 1154 tot koning van Engeland gekroond.

#### Consolidatie van de macht
De relatie tussen de Angevijnen en de Franse koningen was nooit optimaal geweest. Kort na het huwelijk van Hendrik II met Eleonora was koning Lodewijk VII nog Normandië binnengevallen zonder veel succes. In 1158 stuurde Hendrik II zijn kanselier Thomas Becket naar Parijs om onderhandelingen met de Franse koning te voeren. Hierbij werd Margaretha van Frankrijk uitgehuwelijkt aan de Engelse prins Hendrik de Jongere en werd het graafschap Vexin als bruidsschat meegegeven.
Ook de relaties met het graafschap Vlaanderen werden door de nieuwe Engelse koning aangehaald. Het graafschap was erg belangrijk voor de Engelse wolhandel. Na de dood van Willem I van Boulogne in 1159 nam Hendrik het graafschap Mortain in en schonk hij het graafschap Boulogne aan Mattheüs I van de Elzas door hem uit te huwelijken aan Maria van Boulogne. In 1163 hernieuwden Hendrik II en Diederik van Vlaanderen een oude overeenkomst tussen beide gebieden waarmee de banden werden aangehaald.

#### Bretagne

Kaart van het koninkrijk Frankrijk met de situatie in 1154. In het rood zijn de lenen van de Angevijnen aangegeven.

Al enkele jaren was er in het hertogdom Bretagne een opvolgingsstrijd gaande tussen verschillende leden van de hertogelijke familie. In de stad Nantes werd uiteindelijk de hulp ingeschakeld van Hendrik II om op te treden in het conflict en deze installeerde zijn jongere broer Godfried als graaf, maar deze stierf al in 1158. Na zijn dood nam Hendrik diens titel over en kwam hij in conflict met de hertog van Bretagne, Conan IV van Bretagne. Het conflict tussen de twee resulteerde uiteindelijk in de huwelijksverbintenis tussen Constance van Bretagne, dochter van Conan, en Godfried, de zevenjarige zoon van Hendrik II en de abdicatie van Conan ten faveure van zijn dochter. Formeel werd Bretagne geen onderdeel van het Angevijnse Rijk, maar stond het wel onder de stevige controle van de Plantagenets.

#### Schotland
Tijdens de Anarchie was koning David I van Schotland erin geslaagd de macht van Schotland uit te breiden tot in de gebieden Westmorland, Cumberland en Northumberland. Na diens dood moest de nieuwe koning, Malcolm IV van Schotland, leenhulde brengen aan Hendrik II omdat de graafschappen Northumberland en Huntingdon officieel leengebieden waren van de Engelse koning. In 1157 erkende Malcolm Hendrik als zijn leenheer in Peveril Castle waarbij hij werd bevestigd als graaf van Huntingdon.
Beide koningshuizen raakten weer in onmin toen Willem de Leeuw koning werd. In 1157 was Northumberland van hem af genomen door de Engelse koning en Willem trachtte dit gebied weer terug te krijgen. Daarom nam hij ook deel aan de Opstand van 1173-1174. Hij ging echter roekeloos in de aanval tijdens de slag bij Alnwick en werd door de Engelsen gevangen genomen. Hij werd vervolgens gedwongen het Verdrag van Falaise te tekenen waarbij hij Hendrik II als leenheer moest erkennen en verschillende Schotse kastelen door de Engelsen werden geconfisqueerd en voorzien van een Engels garnizoen.

#### Wales
In hetzelfde jaar dat Malcolm IV leenhulde bracht aan Hendrik II verlegde de Engelse koning zijn aandacht naar Wales, maar ook Hendrik ondervond in de Welshmen een geduchte tegenstander zoals zijn voorgangers voor hem. Hij leidde in totaal vier invasies in Wales waar hij het opnam tegen de Welse koningen Owain Gwynedd en Rhys ap Gruffyd. De grootste daarvan was in 1164 nadat de Welshmen in opstand tegen de Engelsen waren gekomen. Volgens de Welse kroniek Brut y Tywysogion had Hendrik een leger samengesteld uit heel zijn rijk "om alle Britten te vernietigen en in slavernij te brengen." In de slag bij Crogen werd het leger van Hendrik II verslagen maar na de invasie in Ierland kon Hendrik toch met de vorsten vrede sluiten.

#### Engelse kolonisatie van Ierland

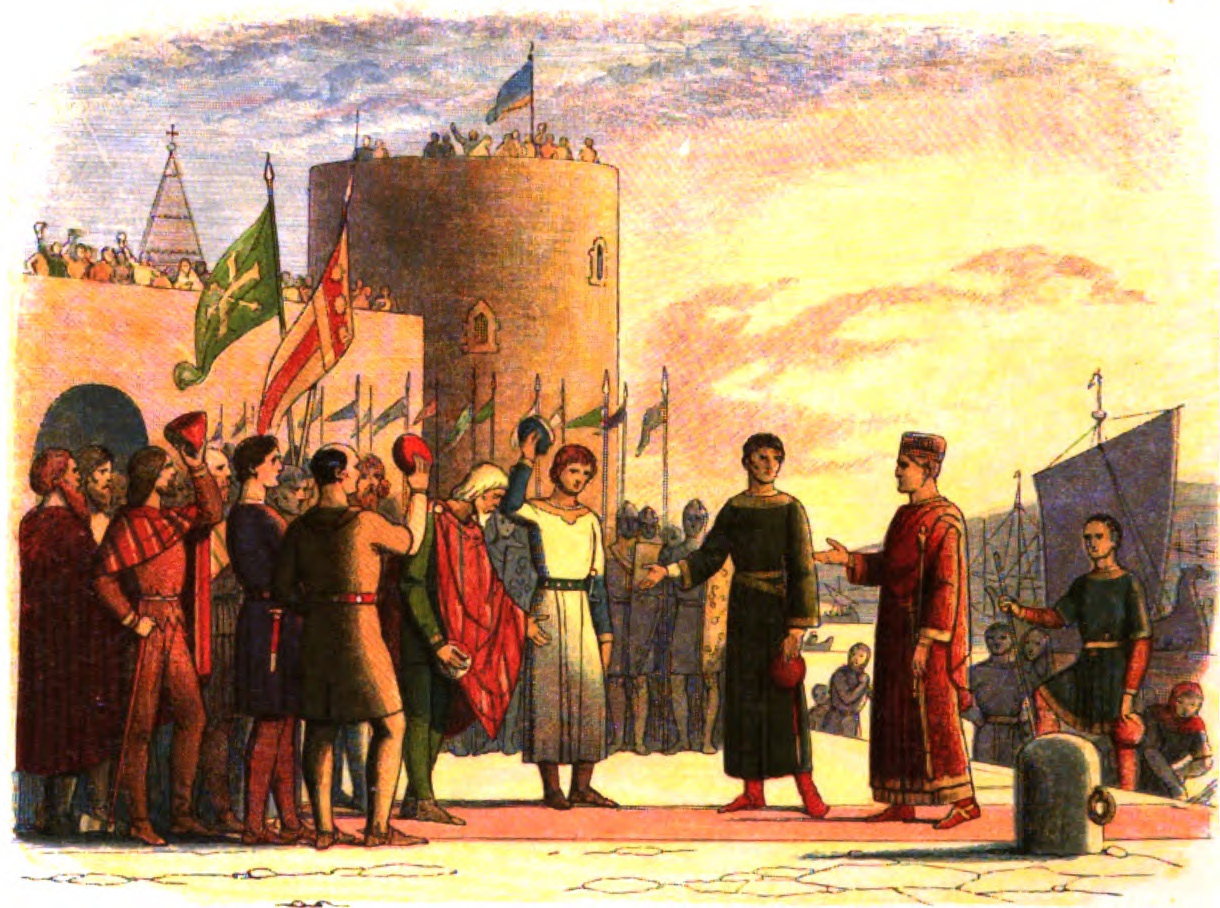
De aankomst van koning Hendrik II in Waterford, afbeelding uit A Chronicle of England (1867).

In het jaar 1155 vaardigde de Engelse paus Adrianus IV de bul Laudabiliter uit en hiermee gaf hij koning Hendrik II de macht om de kerk van Ierland te hervormen. Hendrik had aanvankelijk het plan zijn jongere broer Willem van Poitou koning van Ierland te maken, maar die plannen werden tegengehouden door hun moeder die Ierland niet de moeite waard vond om te veroveren. Vervolgens steunde Hendrik de Ierse koning Diarmair MacMurchada die in ballingschap leefde, om Engelse troepen te werven om diens thuisland te heroveren op Rory O'Connor. MacMurchada slaagde erin zijn troon te heroveren en hij beloonde de Anglo-Normandische baronnen die voor hem hadden gevochten, rijkelijk en onder hen bevond zich ook Richard de Clare, bijgenaamd Strongbow (Arc-Fort). De toenemende macht van de Engelse kolonisten baarde Hendrik II zorgen en die van De Clare in het bijzonder.
Met een grote legermacht, die voorzien was van belegeringswapens, landde Hendrik II in 1173 in Waterford. Het was de eerste keer dat een Engelse koning voet zette op Ierse bodem. Hendrik was niet van plan het land gewapenderhand te veroveren, maar het was puur een vertoning van zijn macht. Hij werd dan ook door de Engelse baronnen in Ierland erkend als hun leenheer en hij beleende zelfs Strongbow opnieuw met diens landen zodat de Engelse koning de leenheer van Ierland werd. Vervolgens sloot Hendrik II in 1175 met Rory O'Connor het Verdrag van Windsor waarbij de Ierse koning hem erkende als de leenheer van een groot deel van Ierland. Tevens stond het verdrag hem toe om zijn zoon Jan twee jaar later tot Heer van Ierland te benoemen.

#### Mislukte verovering van Toulouse

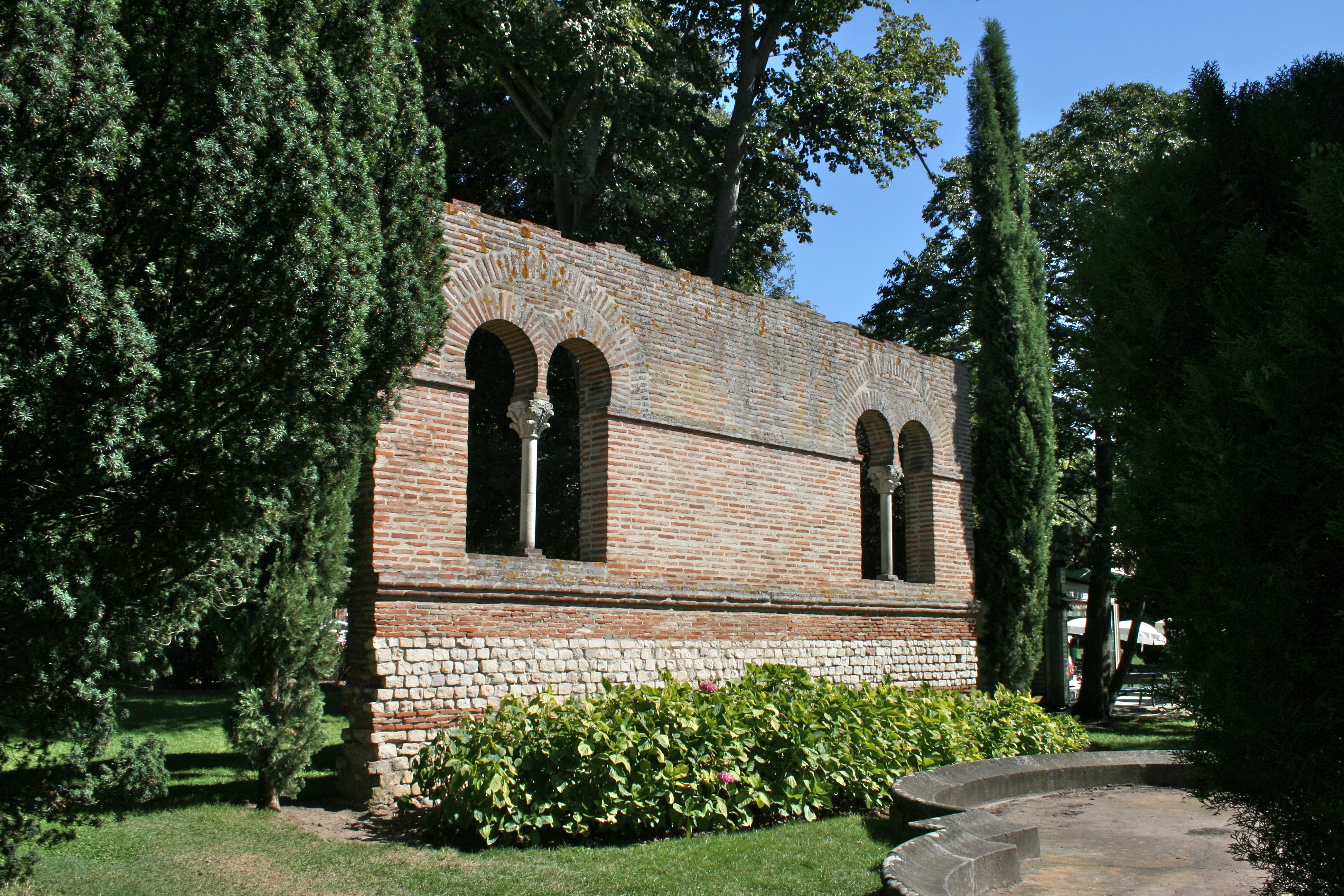
De restanten van het Château Narbonnais in de Jardin des Plantes in Toulouse. Het Château Narbonnais maakte deel uit van de middeleeuwse verdedigingswerken die een sta in de weg bleken te zijn voor de inname van de stad door Hendrik II.

Na de eerste overgave van de Welse vorsten in 1158 oriënteerde Hendrik II zich op verdere uitbreiding van zijn grenzen. Hij liet hierbij zijn oog vallen op het graafschap Toulouse. De Normandische kroniekschrijver Robert van Torigni schreef laconiek dat de Engelse koning het recht van zijn vrouw ging opeisen in Toulouse. Door moderne historici wordt echter de aanspraak van Eleonora op Toulouse als twijfelachtig en vaag gezien. Hendrik II reed aan het hoofd van een van de grootste legers van die tijd van Poitiers naar Toulouse. De kosten voor de huurlingen bedroegen een totaal van negenduizend Engelse ponden, dat was meer dan het koninklijke inkomen van het voorgaande jaar.
Hendrik werd in zijn militaire veldtocht naar Toulouse bijgestaan door de graven Raymond I Trencavel en Raymond Berengarius van Barcelona die hoopten te profiteren van de campagne. Het beleg van Toulouse vond plaats tussen juni en september 1159. De stad bleek echter een harde noot om te kraken voor de Engelse koning. In de herfst van dat jaar arriveerde Lodewijk VII van Frankrijk om zich te bemoeien met de verdediging van de Zuid-Franse stad. Op advies van zijn adviseurs besloot Hendrik II om het beleg op te heffen, omdat openlijk oorlog voeren met zijn leenheer een te groot risico was. Kroniekschrijver Roger van Hoveden noemde de terugtrekking van Hendrik II bij Toulouse diens "onvoltooide zaak".
In de loop der jaren ondernam de Engelse koning nog enkele aanvallen op het graafschap Toulouse waarin ook zijn bondgenoten, zoals Alfons II van Aragon, pogingen deden het graafschap te veroveren. In 1171 schaarde ook Humbert III van Savoye zich aan de zijde van Hendrik II en in datzelfde jaar leed Raymond V van Toulouse een nederlaag tegen Aragon. Twee jaar later verzoende hij zich dan ook met de Engelse koning. In de stad Limoges bracht hij leenhulde en zwoer hij trouw aan Hendrik II en diens zonen.

### Hoogtijdagen (1170-1199)

#### Hendrik II en Lodewijk VII (1170-1183)

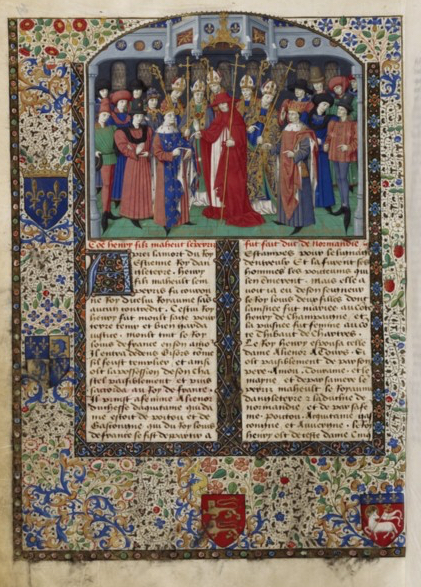
Afbeelding van de koningen Lodewijk VII en Hendrik II in de Chronique de Normandie

De situatie rondom Toulouse had uitgewezen dat de vrede tussen Hendrik II en Lodewijk VII geen vrede was, maar slechts een excuus voor Hendrik om elders oorlog te voeren. Lodewijk VII zat in een moeilijk parket. Hij had lange tijd geen mannelijke troonopvolger en zijn dochter Margaretha was met de erfgenaam van Hendrik getrouwd en hiermee was Hendrik de Jongere in potentie een belangrijke kandidaat voor de Franse troon. In 1164 vond Lodewijk VII een bondgenoot in de banneling Thomas Becket die naar Frankrijk was uitgeweken. Doordat de Franse koning asiel verleende aan de gevluchte aartsbisschop van Canterbury, kwam hij weer in conflict met Hendrik II. Een jaar later kreeg Lodewijk de voor hem zo gewenste erfgenaam toen zijn vrouw Adelheid van Champagne beviel van een zoon: Filips. Om de erfenis van zijn zoon veilig te stellen begon Lodewijk VII de expansiepolitiek van Hendrik te ondermijnen door enkele van diens lastige leenmannen op te stoken.
Het conflict tussen beide koningen kwam in 1167 tot uitbarsting toen Hendrik II Auvergne binnentrok en drie jaar later ook de stad Bourges aanviel. In respons hierop plunderde Lodewijk VII het Normandische deel van het graafschap Vexin waarmee hij de Engelse troepen dwong om zich noordwaarts te keren zodat Lodewijk de stad kon ontzetten. John Gillingham schrijft in zijn boek The Angevin Empire dat Lodewijk "zich afvroeg of er ooit een einde ging komen aan Hendriks agressieve expansiepolitiek".
Hendrik II behandelde zijn rijk echter niet als een geheel, maar in plaats daarvan benoemde hij zijn kinderen tot graaf of hertog om met hem mee te regeren. Zo liet hij in 1170 zijn zoon Hendrik de Jongere tot medekoning kronen, Richard werd in 1172 hertog van Aquitanië, Godfried verkreeg in 1181 het hertogdom Bretagne en Jan werd heer van Ierland in 1185. Deze politiek van landverdeling onder zijn zonen stamde uit een Angevijnse tradities waarin ook de jongere zonen met titels beleend werden. Het feit dat Hendrik de Jongere slechts in naam koning was en geen titels of kastelen bezat, bracht hem in 1173 in conflict met zijn vader. In de opstand die volgde, streden hij en zijn broers gesteund door de Schotse en Franse koning tegen hun vader. Het conflict resulteerde in een overwinning voor Hendrik II en op zondag 30 september 1174 sloot hij in Montlouis vrede met zijn drie zoons en Lodewijk VII.
Die vrede hield tien jaar stand totdat Hendrik de Jongere de strijd aanbond met zijn jongere broer Richard die weigerde hem leenhulde te betuigen. Tevens was de relatie van de twee broers daarvoor ook al verslechterd doordat Hendrik de Aquitaanse baronnen aan het opstoken was tegen hun heer. Dit resulteerde in een nieuw conflict in de Plantagenetfamilie waarbij Godfried Hendrik steunde en Richard op zijn beurt gesteund werd door zijn vader. Ditmaal duurde de strijd vrij kort, want in juni 1183 liep Hendrik de Jongere dysenterie op en overleed na een kort ziekbed. Hiermee werd de positie van Richard als hertog gered.

#### Filips II en Richard I (1183-1190)

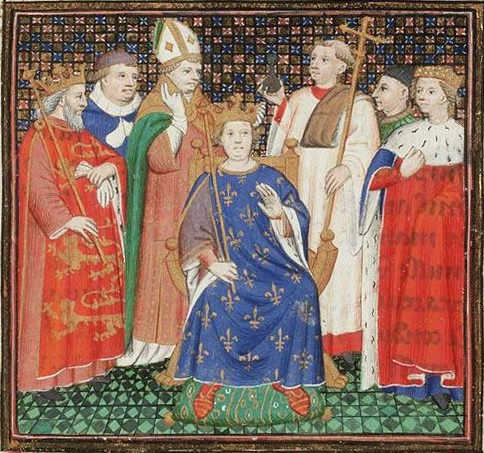
De kroning van Filips II in het bijzijn van Hendrik II, miniatuur uit Le Miroir Historial van Vincent van Beauvais. In werkelijkheid was Hendrik niet aanwezig bij de kroning, maar werd hij vertegenwoordigd door zijn zoon Hendrik de Jongere.

Drie jaar later overleed ook vrij plotseling Godfried in Parijs tijdens een toernooi. Zijn dood had grote politieke gevolgen; zo verslechterde de relatie tussen Hendrik II en Filips II omdat de Franse koning de voogdij van Godfrieds kinderen opeiste en zocht de Franse koning naar mogelijkheden om zijn rivaal dwars te zitten. Filips II wist dat een militaire campagne tegen zijn rivaal te kostbaar was en daarop trachtte hij op andere manieren de Engelse koning dwars te zitten. Hij was ervan op de hoogte dat de relatie tussen de koning en Richard niet al te best was en speelde daarop in waarop de twee goede vrienden werden. Onder invloed van Filips kwam Richard op het idee dat zijn vader hem zou onterven.
In november 1188 kwam het tot een uitbarsting. Er brak een nieuw grensconflict uit tussen Frankrijk en Engeland om Vexin en Filips II was zelfs in staat om een aantal kastelen in Berry te veroveren. Daarop werd er een vredesconferentie in Bonmoulins georganiseerd alwaar de spanningen hoog opliepen. Zo weigerde Hendrik om Richard officieel tot zijn erfgenaam te benoemen en hierop zou Richard hebben gezegd: "Now at last, I must believe what I always thought impossible." (Eindelijk moet ik geloven wat ik altijd onmogelijk achtte). Hierop knielde Richard voor Filips en bracht aan hem leenhulde namens Aquitanië en Normandië. Vervolgens streed hij aan de zijde van zijn nieuwe leenheer tegen zijn vader die kort daarna ziek werd. Le Mans en Tours werden door de Fransen ingenomen en op 3 juli erkende Hendrik zijn zoon Richard als zijn erfgenaam van zijn landen aan beide zijden van Het Kanaal. Drie dagen later overleed de Engelse koning te Chinon.

#### Derde Kruistocht (1190-1194)

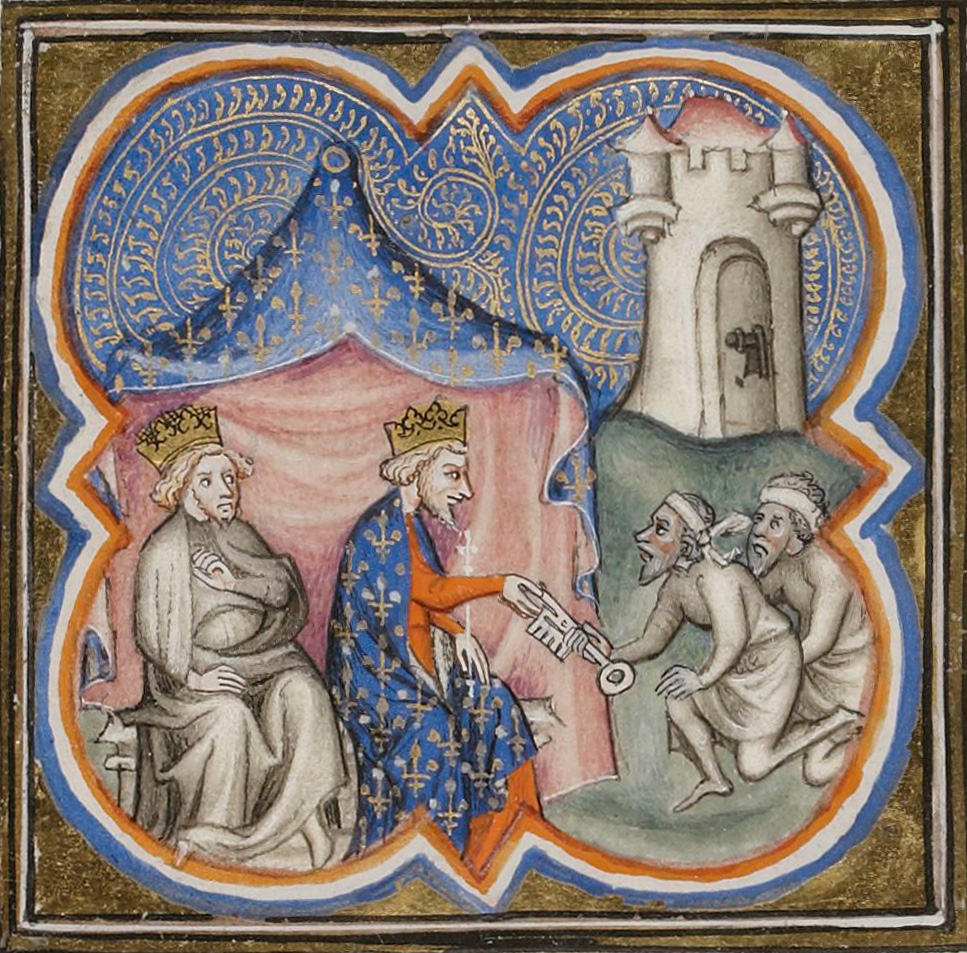
Filips II en Richard I tijdens het beleg van Akko, miniatuur uit de Grandes Chroniques de France.

Met de dood van Hendrik II en de troonsbestijging van Richard begon er een nieuwe fase in de verhouding tussen het Angevijnse Rijk en het Franse koninkrijk. In 1187 had Richard in de nasleep van de val van Jeruzalem het kruis opgenomen. Naast dat het voor Richard een christelijke zaak was om deel te nemen was het ook een politieke zaak. Koningin Sibylla van Jeruzalem was een nicht van hem en haar man, Guy van Lusignan, was een vazal van Richard in Aquitanië. Ook Filips II vertrok op kruistocht en voor hun vertrek maakten ze onderling een afspraak over de steun aan elkaar tijdens de kruistocht. Ondanks dat was er ook onderling wantrouwen.
Daarnaast was Richard in staat een alliantie aan te gaan met koning Sancho VI van Navarra om zijn zuidelijke grenzen te beschermen en huwde met diens dochter Berengaria. Het paar trouwde uiteindelijk te Limassol en om Filips II af te kopen, wiens zus Alix in eerste instantie met Richard was verloofd, verkreeg deze tienduizend marken als schadevergoeding. Tevens beloofde hij hem als hij twee zonen zou krijgen dat de jongste Normandië, Aquitanië of Anjou zou verkrijgen om vazal van Filips te worden.
Onderweg naar het Heilige Land veroverde Richard het eiland Cyprus op de Byzantijnse vorst Isaäk Komnenos van Cyprus waarmee het Angevijnse Rijk zich uitstrekte naar het oostelijk Middellandse Zeegebied. Hij verkocht het eiland echter snel aan de Tempeliers voor 100.000 bezanten. Richard I nam vervolgens samen met Filips II deel aan het beleg van Akko en toen dat in juli 1191 afgelopen was, keerde de Franse koning terug naar zijn koninkrijk. Het is onbekend of hij terugkeerde naar Frankrijk omwille van zijn dysenterie of veeleer om het graafschap Artesië te verkrijgen na de dood van Filips van de Elzas.
In de lente van 1192 vernam Richard het nieuws dat zijn broer Jan samen met Filips II plannen tegen hem aan het smeden was om hem van de troon te stoten. Hierop begon hij met het plannen van zijn terugtocht naar Engeland. Hij verliet echter pas in oktober het Koninkrijk Jeruzalem nadat hij een verdrag had gesloten met Saladin. Tijdens zijn afwezigheid in Europa had Richard verschillende vijanden gekregen die hem zijn terugkeer bemoeilijkten. Nadat ze bij Istrië schipbreuk geleden hadden, vermomden de Engelsen en hun koning zich als pelgrims om veilig door de Duitse landen te kunnen reizen. Richard werd echter toch herkend en in de omgeving van Wenen door Leopold V van Oostenrijk gevangen genomen.

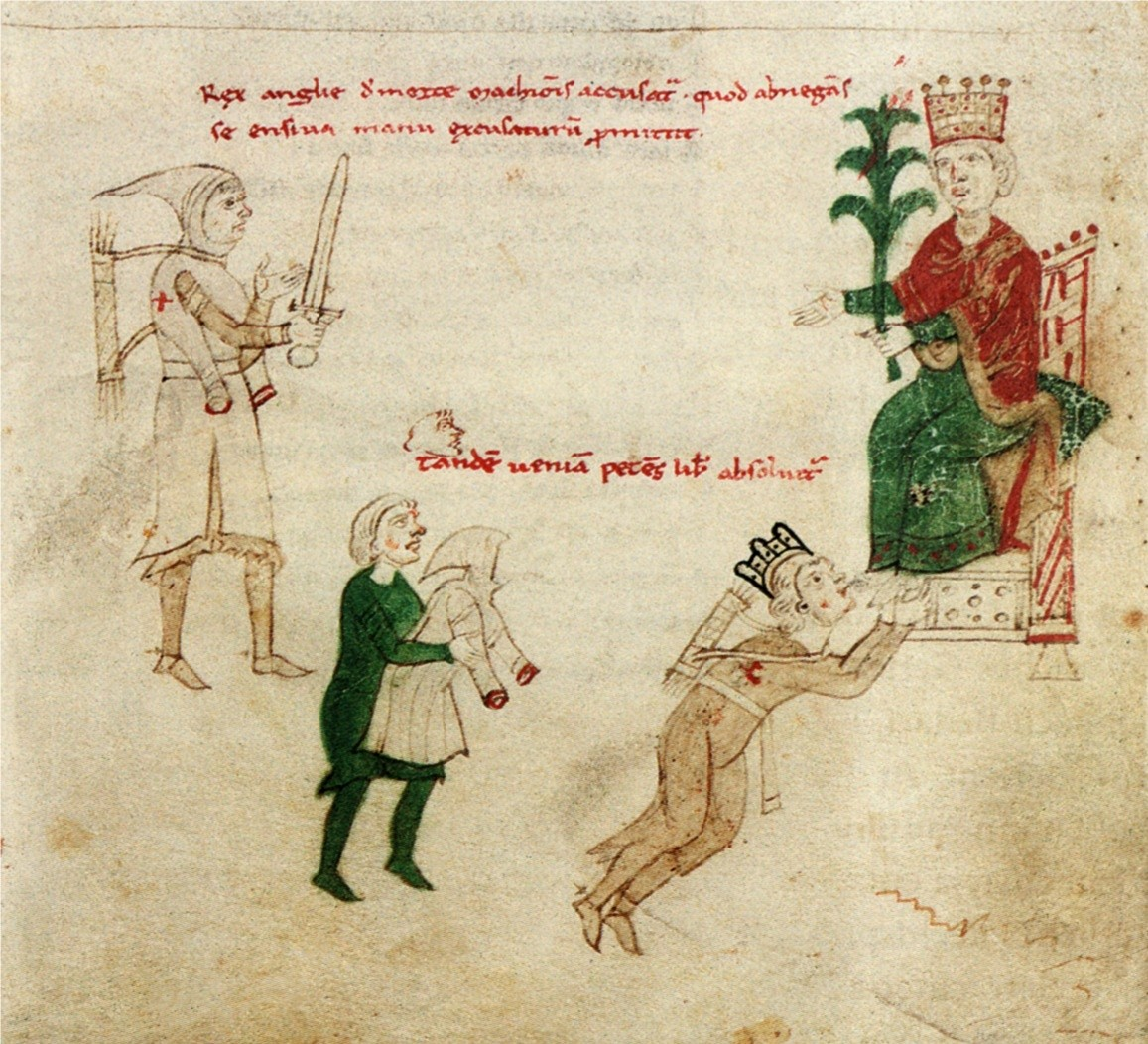
Keizer Hendrik V begenadigt Richard Leeuwenhart, afbeelding uit het epos Liber ad honorem Augusti sive de rebus Siculis van Peter van Eboli.

#### Coalitie tegen Frankrijk (1194-1199)
Richard kwam vervolgens in de gevangenschap van keizer Hendrik VI. Zijn broer Jan maakte dankbaar gebruik van zijn gevangenschap en bracht in januari 1193 leenhulde aan Filips II en keerde vervolgens terug naar Engeland om een opstand te ontketenen, maar hij werd daar gedwarsboomd door de loyalisten van Richard. Het Angevijnse Rijk werd op de proef gesteld door de extra belasting die geheven werd om het losgeld voor Richard te betalen. In totaal duurde het zes maanden om het benodigde geld bij elkaar te krijgen. In totaal was er 100.000 mark betaald en werd er 50.000 mark als garantie gegeven aan de keizer. Tijdens zijn reis naar Engeland deed Richard verschillende Duitse lenen aan, zoals Holland, Brabant en het hertogdom Limburg, en verwierf door middel van een rentelening hun bondgenootschap tegen Filips II. Uiteindelijk keerde Richard op 20 maart 1194 na bijna vier jaar afwezigheid terug in Engeland.
Kort na zijn terugkeer sloeg hij de opstand van Jan definitief neer. Hij belegerde de kastelen van Nottingham en Tickhill en liet verraderlijke sheriffs en edellieden ophangen en benoemde nieuwe in hun plaats. Ook de grens met Frankrijk stond onder druk en in mei 1194 zeilde Richard naar Frankrijk toe om tegen de vijanden van zijn rijk te vechten. Reeds waren al de heerlijkheden van Eu en Arques in Franse handen gevallen, maar ook het belangrijke kasteel van Gisors. Willem de Maarschalk beschreef de oorlog die volgde, als een "heftige en gevaarlijke oorlog die voor enige tijd in evenwicht hing."

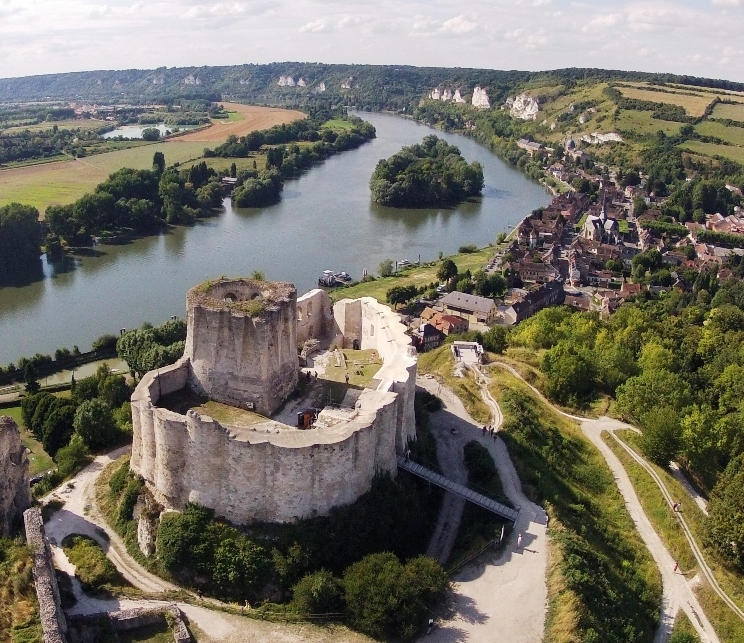
Het Kasteel Gaillard in Les Andelys liet Richard I tijdens zijn oorlog in Normandië binnen twee jaar optrekken. Het zou dienen als Richards favoriete plaats voor zijn persoonlijke hofhouding.

De kansen keerden toen Filips II zijn bondgenootschap met het graafschap Toulouse verbrak waardoor de zuidgrens in Aquitanië niet langer meer onder druk stond. Vervolgens steunde ook graaf Boudewijn IX van Vlaanderen Richard nadat de Engelse koning had gedreigd met een embargo op Vlaamse goederen. Ook zijn alliantie met de Duitse prinsen begon eindelijk vruchten af te werpen toen ze Keizer Otto IV, de zoon van Mathilde Plantagenet, tot hun leider verkozen. Met alle nieuwe allianties ging Richard in de aanval. Boudewijn IX van Vlaanderen viel het graafschap Artesië binnen en opende zo een tweede front. In 1199 trachtte de pauselijke legaat Peter van Capua de twee partijen vrede te laten sluiten. De onderhandelingen gingen door tot aan de vastentijd. Richard I Leeuwenhart marcheerde met een leger naar de provincie Limousin om een opstand neer te slaan en begon het kasteel van Châlus te belegeren. Hij werd daar echter door een pijl verwond en op 6 april overleed Leeuwenhart aan zijn verwonding.

### Neergang (1199-1217)

#### Engelse successiestrijd (1199-1200)
Richard Leeuwenhart had tijdens zijn leven geen erfgenaam aangewezen waardoor het onduidelijk was wie hem zou opvolgen. De enige kandidaten waren zijn jongere broer Jan en zijn twaalfjarige neefje Arthur I van Bretagne. Toch had Richard op zijn sterfbed zijn broer aangewezen als zijn opvolger. Na de begrafenis van de overleden koning reed Jan door naar Chinon en nam daar de koninklijke schatkist in beslag. De adel uit Anjou, Maine en Touraine schaarde zich echter aan de zijde van Arthur. Jan nam een belangrijke stap naar zijn koningschap door het verkrijgen van de hertogelijke kroon van Normandië en dankzij de inspanningen van zijn moeder verkreeg hij ook Aquitanië. Hubert Walter en Willem de Maarschalk wisten de Engelse baronnen ervan te overtuigen om voor Jan te kiezen.
Filips II van Frankrijk bleef echter Arthur steunen in zijn aanspraak en de gecombineerde Frans-Bretonse legers vormden een groot gevaar voor het Angevijnse Rijk. Jan maakte handig gebruik van de door Richard gesmede allianties. Hij behaalde ook een grote overwinning toen Guillaume des Roches, de seneschalk van Arthur, overliep naar Jan. Toch viel de alliantie tegen Frankrijk uiteen toen paus Innocentius III opriep voor de Vierde Kruistocht; vele bondgenoten van de Engelsen gaven hier gehoor aan. Door deze tegenslag was Jan genoodzaakt om vrede met Filips te sluiten en dat resulteerde in mei 1200 in het Verdrag van Le Goulet. In het verdrag erkende Jan de Franse koning als zijn leenheer over de continentale gebieden en bleven de graafschappen Boulogne en Vlaanderen eedplichtig aan Filips, daarentegen zegde Filips wel zijn steun aan Arthur van Bretagne op. De publieke opinie was volgens de Engelse kroniekschrijver Gervaas van Canterbury sterk tegen het verdrag en Jan verkreeg de bijnaam "Softsword" (zwakzwaard).

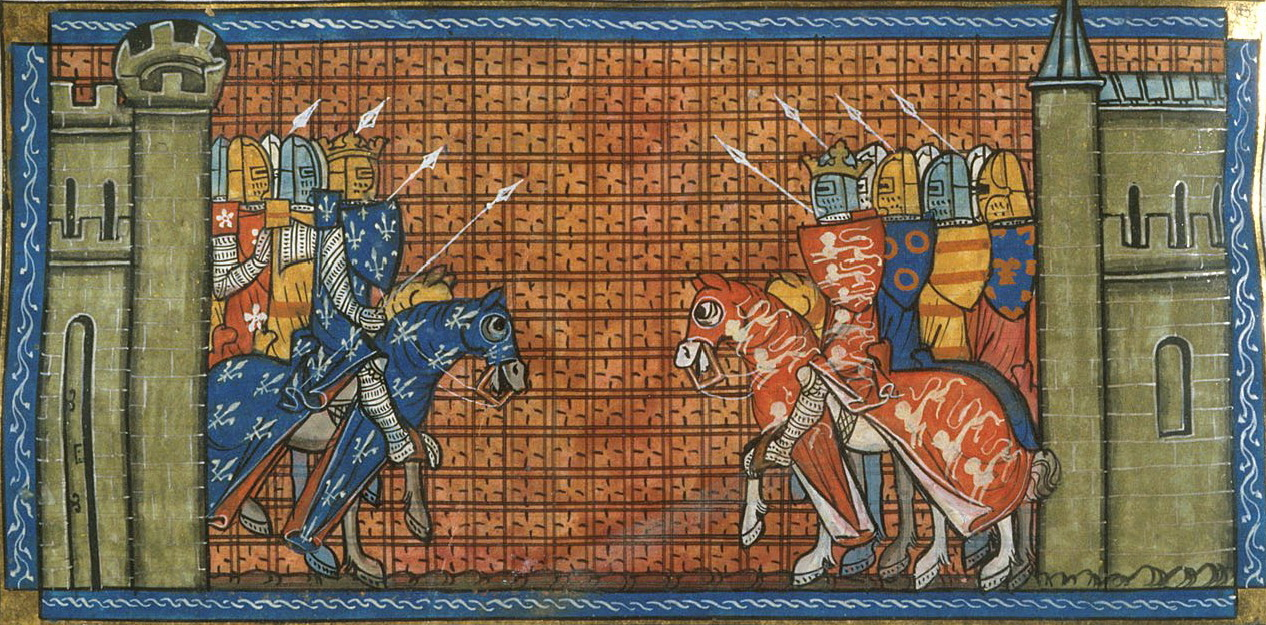
Slag tussen het Franse en Engelse leger, miniatuur uit Grandes Chroniques de France.

#### Opstand van de Lusignans en nieuwe Anglo-Franse oorlog (1200-1206)
Kort na zijn troonsbestijging liet Jan zonder Land zijn huwelijk met Isabella van Gloucester annuleren op basis van bloedverwantschap en het jaar daarop huwde hij met Isabella van Angoulême, die aanvankelijk was verloofd met heer Hugo X van Lusignan. Het huwelijk was een slimme politieke keuze van Jan; het graafschap Angoulême lag op een belangrijke strategische plek. In de periode die volgde, deed Jan er alles aan de Lusignans te vernederen en leidde hen zo in de welkome armen van Filips II. De Franse koning riep Jan ter verantwoording, maar deze weigerde waarop Filips Jan verbeurd verklaarde van al zijn Franse bezittingen wat leidde tot een nieuwe oorlog tussen beide koningen. Ook Arthur maakte gebruik van de hernieuwde strijd voor zijn eigen claim en startte daarop de zoektocht naar zijn grootmoeder, Eleonora van Aquitanië, om haar macht te gebruiken voor zijn eigen doeleinden. Hij vond haar bij het kasteel van Mirebeau waar hij vervolgens kamp opsloeg en de vesting begon te belegeren. Ondertussen was het Franse leger Normandië binnengevallen en werden verschillende kastelen ingenomen.
In juli 1202 had Jan eindelijk zijn leger in orde zodat hij zowel de Fransen in het noorden kon bevechten, als de Lusignans en de Bretonnen in het zuiden. Toen hij het nieuws vernam over het beleg van Arthur op Mirebeau, spoedde hij zich daarheen. Op de dag na hun aankomst behaalden de Engelsen een grote overwinning op de opstandelingen. Tijdens de slag werden zowel Arthur van Bretagne als Hugo X van Lusignan door de troepen van koning Jan gevangen genomen. Met deze overwinning was in een klap de opstand van de Lusignans in het zuiden neergeslagen en had de Engelse koning zijn neefje in handen, die een belangrijke uitdaging voor zijn koningschap had gevormd. Hertog Arthur werd opgesloten in het kasteel van Falaise waar hij zou verdwijnen onder de bewaking van Hubert de Burgh. Jan zonder Land werd dan ook verantwoordelijk gehouden voor zijn waarschijnlijke dood.
Het gevangenschap van Arthur van Bretagne had ook negatieve gevolgen voor de Engelse koning; hij verloor de steun van Guillaume des Roches en Amalrik VII van Thouars. Onder hun leiding werd het hertogdom Anjou geplunderd en vervolgens werd ook de stad Angers ingenomen. Tegelijkertijd vielen ook vele kastelen in Normandië ten prooi aan het Franse leger waarbij het verlies van kasteel Gaillard in 1204 de grootste klap was. Jan zonder Land beging een blunder door de Lusignans vrij te laten op hoop van vrede, maar in plaats daarvan kwamen ze opnieuw in opstand tegen de Engelse vorst.

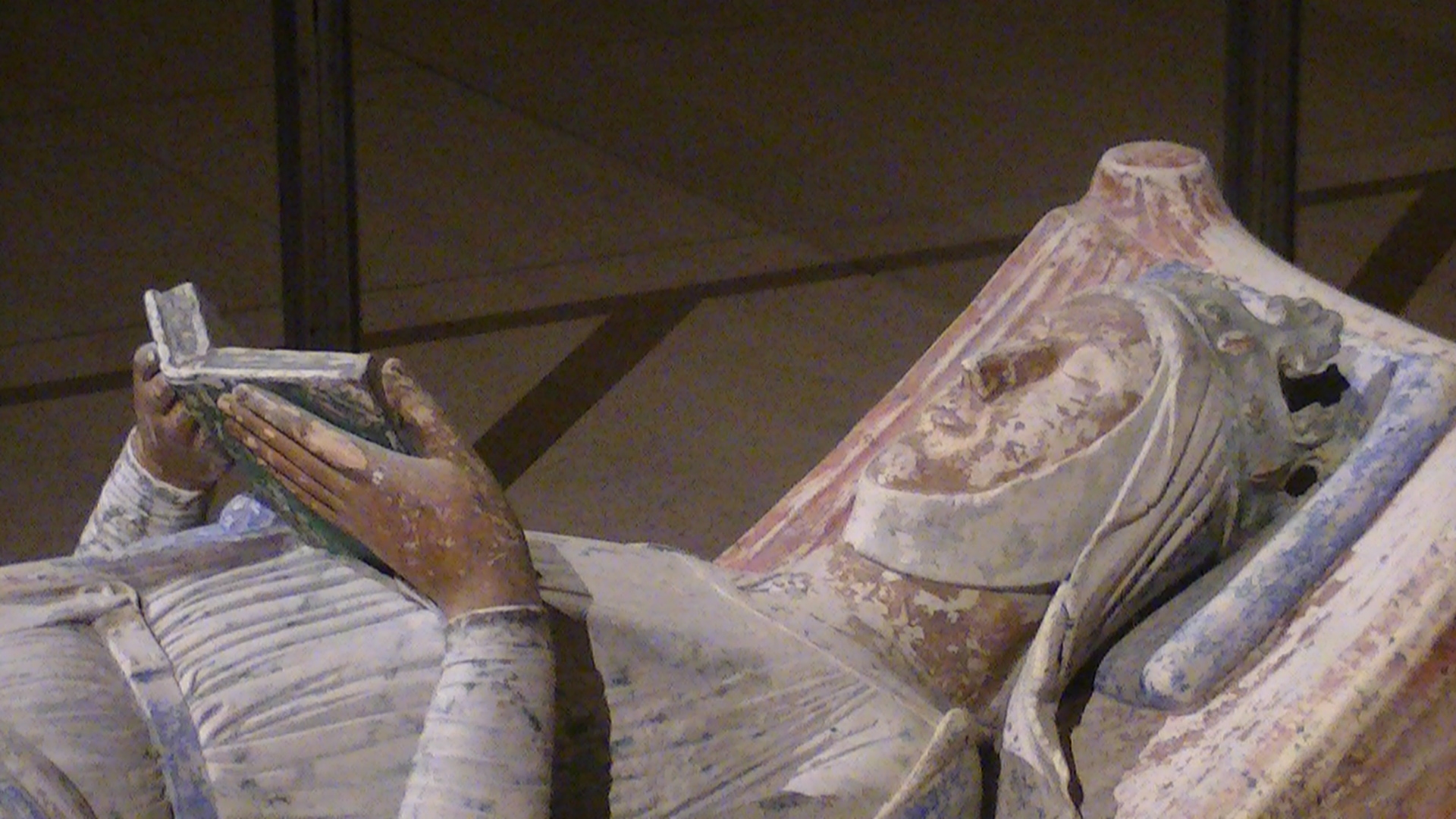
Graftombe van Eleonora van Aquitanië in de abdij van Fontevraud. De Engelse koningin-moeder leefde haar laatste levensjaren in het klooster waar eerder haar man en zoon waren begraven.

Jan zonder Land keerde in 1203 terug naar Engeland en tegen die tijd waren grote delen van Maine, Touraine, Anjou en Normandië door zijn tegenstanders veroverd. Hij behield alleen nog enige grip op Aquitanië, maar die banden waren gebaseerd op de loyaliteit van de lokale edelen aan de moeder van de koning. Toen Eleonora van Aquitanië op 31 maart 1204 overleed, deden verschillende pretendenten hun claim op het hertogdom gelden. Koning Alfons VIII van Castilië viel Gascogne binnen vanwege de claim van zijn vrouw Eleonora, de zuster van koning Jan, en Filips II viel Poitou binnen. Alleen de aartsbisschop van Bordeaux leidde de strijd tegen de Castiliaanse koning. In 1205 trachtte Jan wel een grootscheepse invasie in Normandië te doen slagen, maar de Anglo-Normandische baronnen gaven aan geen interesse meer te hebben in hun vervreemde en ingenomen Normandische gebieden.
Het jaar daarop zeilde Jan wel naar Aquitanië waar hij vervolgens in staat was Saintonge te heroveren, Angoulême te herstellen en de veroveringen van Alfons VIII in Gascogne ongedaan te maken. Hij sloot ook opnieuw een alliantie met Amalrik VII van Thouars en marcheerde met hem op naar Anjou. Hier vernam hij het nieuws dat Filips II bezig was een leger bijeen te krijgen, waarop hij een tweejarige vrede sloot met zijn Franse rivaal.

#### Excommunicatie en Britse overwinningen (1206-1212)
Gedurende de vrede die heerste tussen beide rijken, was Jan in Engeland te vinden waar hij zich voornamelijk bezig hield met de rechtspraak in zijn land. Om het verlies van de vele Franse gebieden te compenseren en zijn bondgenoten te kunnen blijven betalen hief hij een nieuwe belasting die er voor zorgde dat het jaarinkomen van de kroon in één klap verdubbelde. Toen Paus Innocentius III het rijk in 1208 onder een interdict plaatste vanwege zijn conflict met Jan, maakte de Engelse koning van de situatie gebruik door zo veel mogelijk bezittingen af te pakken van de clerici in Engeland. De excommunicatie die daarop volgde, zorgde niet voor een verandering in de internationale situatie voor het rijk van Jan.
Jan had al tijdens de periode dat hij Heer van Ierland was, vele nieuwe gebieden aldaar veroverd en geschonken aan baronnen, maar vele politieke tegenstanders van Jan zonder Land vluchtten naar het eiland en dat zorgde voor een opstand in Ierland. Hierop reisde de Engelse koning in 1210 met een vloot naar Ierland en na een militaire veldtocht van amper twee maanden verkreeg hij weer de controle over zijn gebieden. Een jaar later leidde hij twee grote veldtochten tegen de Welse prins Llywelyn de Grote en wist de Welshmen te vernederen.

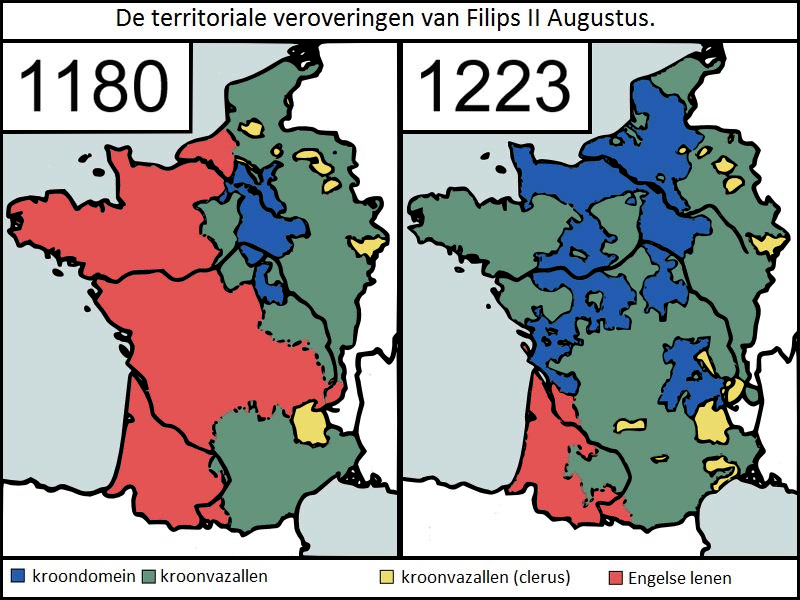
Kaart van de territoriale verovering van Filips II. In amper veertig jaar tijd was de Franse vorst in staat het Angevijnse Rijk te verkleinen totdat het nog slechts uit Aquitanië en Gascogne bestond.

#### Weg naar Bouvines (1212-1214)
In het jaar 1212 begon het geluk zich tegen Jan te keren. Zijn veroveringen in Wales leidden in dat jaar tot grote opstanden van de Welshmen tegen zijn gezag. Tevens ontstonden er in diezelfde tijd de eerste geruchten over een mogelijke moordaanslag op de Engelse koning die gepleegd zou worden door enkele van diens baronnen. Toen koning Jan dit nieuws vernam, ontbond hij zijn leger in Wales en keerde hij terug naar Londen. In datzelfde jaar was zijn rivaal Filips II druk bezig met het voorbereiden van een Franse invasie in Engeland en maakte hij plannen om zijn zoon Lodewijk tot koning van Engeland te laten kronen.
Het gevaar van een Franse invasie werd in de kiem gesmoord toen William Longespée, een halfbroer van Jan, in de slag bij Damme de Franse vloot deels wist te vernietigen en buit te maken. Enkele dagen voor de zeeslag had Jan na jaren van excommunicatie vrede gesloten met de paus na een ontmoeting met diens legaat te Dover. Hierdoor aangemoedigd begon de Engelse koning met het plannen van een grootscheepse invasie. Met behulp van grote sommen die hij binnenkreeg uit nieuwe belastingen, kocht hij de steun van de graven van Holland, Vlaanderen en Boulogne. Ook verzekerde hij zich van de steun van keizer Otto IV. De militaire veldtocht in 1214 begon voor de Engelsen goed. Zo vielen de belangrijke steden Nantes en Angers al snel in Engelse handen.
De kansen keerden echter toen de Franse bondgenoten van Jan weigerden tegen prins Lodewijk te vechten en hierdoor was Jan genoodzaakt zich terug te trekken naar La Rochelle. De grootste klap voor Jan zonder Land kwam echter pas op 27 juli toen zijn coalitie door Filips II werd verslagen in de slag bij Bouvines en de Franse koning vele edelen gevangen nam, onder wie de graaf van Salisbury. Hierdoor was Jan genoodzaakt om in de herfst van dat jaar een vijfjarige vrede te sluiten met Filips Augustus die hem een som van 60.000 marken kostte.

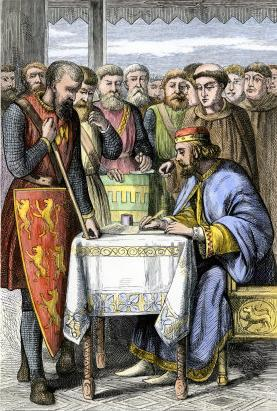
Jan zonder Land ondertekent de Magna Carta, gravure.

#### Franse invasie (1214-1217)
Na terugkeer van Jan in Engeland escaleerde de onrust onder de baronnen, die al sinds 1212 heerste. Voornamelijk noordelijke edelen kwamen in opstand. Jan zonder Land werd vervolgens op de heide van Runnymede gedwongen tot het tekenen van de Magna Carta, wat de macht van de koning aan banden moest leggen. De baronnen waren echter van mening dat hun koning zich niet aan het charter zou houden en boden daarom de Engelse kroon aan de Franse prins Lodewijk. De prins landde op 21 mei 1216 met een leger van 1200 ridders in Kent en nam de belangrijke plaatsen Londen, Winchester en Rochester in.
Jan probeerde te redden wat er te redden viel en viel verschillende plaatsen aan. Tijdens zijn campagne liep hij echter dysenterie op en werd steeds zwakker. Hij overleed uiteindelijk op 19 oktober 1216. Hoewel vele baronnen zich aan de zijde van Lodewijk hadden geschaard, werd prins Hendrik, de oudste zoon van Jan, in de abdij van Gloucester tot koning van Engeland gekroond. De jonge koning werd gesteund door zijn regent Willem de Maarschalk en de bisschop van Winchester, Peter des Roches. Willem de Maarschalk leidde het leger van de loyalisten tegen de Fransen in de slag bij Lincoln en behaalde aldaar voor zijn jonge koning een belangrijke overwinning. Een tweede overwinning op de Fransen wisten ze te behalen in de Slag bij Sandwich. Prins Lodewijk werd in september 1217 gedwongen het Verdrag van Lambeth te tekenen en terug te keren naar Frankrijk.

### Nasleep
Al tijdens het koningschap van Jan zonder Land was het continentale deel van het Angevijnse Rijk grotendeels veroverd door Filips II. Slechts het hertogdom Aquitanië en het graafschap Gascogne bleven eigendom van de Engelse koning. Toch bleven de Engelse en Franse koning met elkaar in conflict. Koning Hendrik III trachtte iets van zijn aanspraak te redden tijdens de Oorlog van Saintonge, maar keerde met lege handen huiswaarts. Uiteindelijk ondertekende Hendrik III in 1259 het verdrag van Parijs, waarin hij officieel zijn aanspraak op de leenschappen Anjou, Maine, Touraine en Normandië opgaf en Gascogne en Aquitanië behield als vazal van de Franse koning. Met dit verdrag kwam er definitief een einde aan het Angevijnse Rijk.

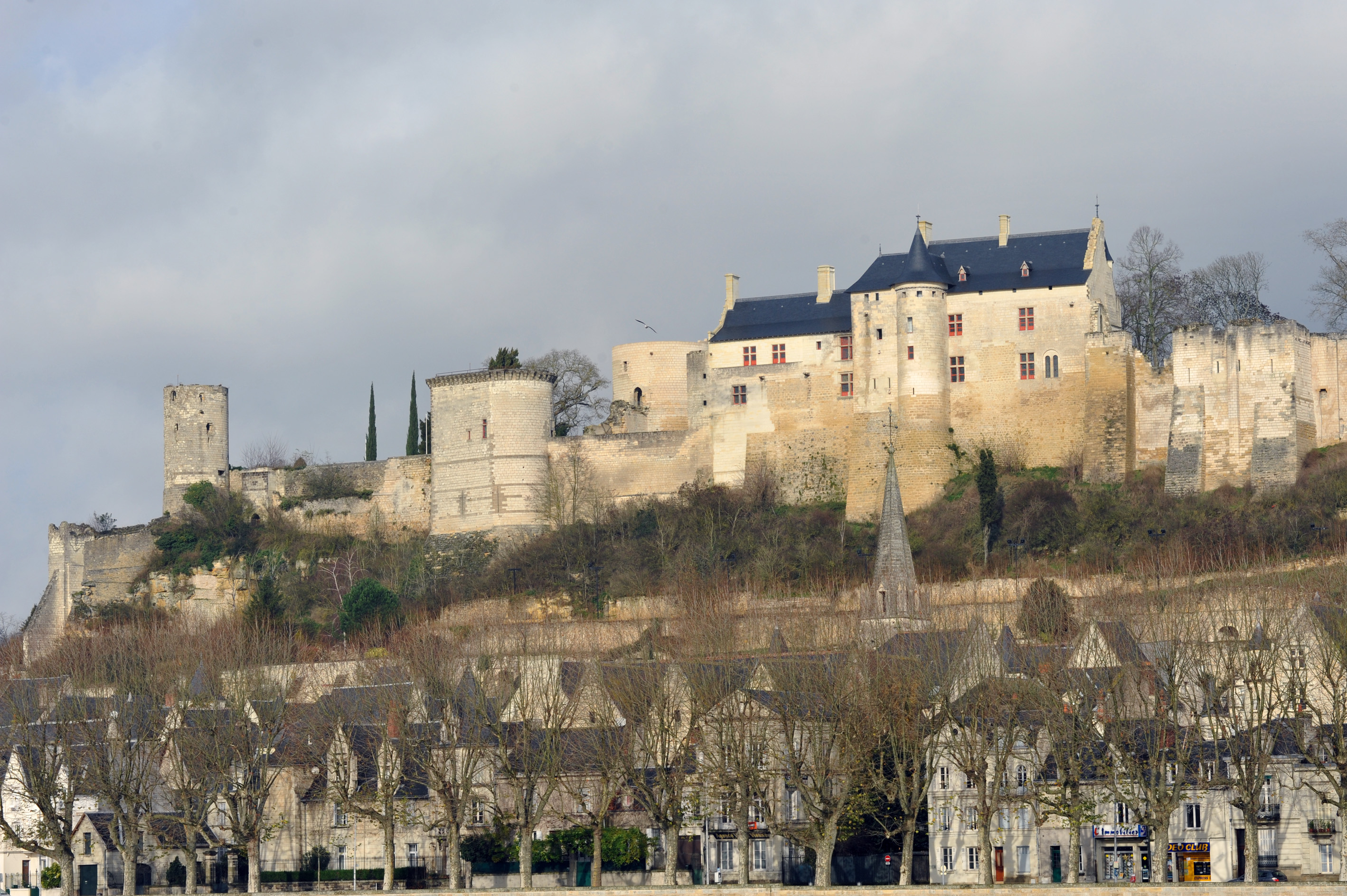
Het kasteel van Chinon was een belangrijk administratief centrum en was tevens de locatie waar een groot gedeelte van koninklijke schatkist zich bevond.

## Bestuur
De Engelse koning was het staatshoofd van het rijk en regeerde over zijn rijk met een feodaal systeem. Zo waren de lokale heersers verantwoordelijk voor het bestuur in hun regio. Het rijk kende in tegenstelling tot andere rijken echter geen machtscentrum. Er was alleen een geografisch centrum aan te wijzen rond de Loirevallei dat de verbinding vormde tussen de aloude Anglo-Normandische bezittingen en het hertogdom Aquitanië.
Ook was er een groot verschil in de macht die de Engelse koning in zijn gebieden had. In het koninkrijk Engeland en Normandië konden de Engelse koningen autoritair regeren, terwijl in de gebieden die verkregen waren door het huwelijk met Eleonora van Aquitanië, de koningen van tijd tot tijd hun macht konden uitoefenen. Het verschil kenmerkte zich met name in het aantal instituties en feodaliteit die invloed hadden op de macht van de koning in de gebieden.
Het bestuur van het Angevijnse Rijk werd door Johannes van Salisbury bestempeld als polycratisch. Hij beschreef deze bestuursvorm in het pamflet Polycraticus waarbij de monarch zijn macht delegeert aan ondergeschikten in verschillende gebieden. Hendrik II verleende gedurende zijn regering bestuursfuncties aan competente personen en bood hen koninklijke gunsten aan, waardoor het rijk draaiende bleef. Richard daarentegen was minder bureaucratisch en Roger van Hoveden schreef over hem dat hij alles verkocht wat hij kon verkopen: graafschappen, landerijen, kastelen, politieke posities, ... Er werd over Richard gegrapt dat hij zelfs Londen zou verkopen als hij een koper vond. Door zijn langdurige afwezigheden oefende Richard weinig invloed uit op het bestuur. Die lacune werd opgevuld door het kundige regentschap van William de Longchamp en later Hubert Walter. Onder Walters leiding ging de Engelse overheid efficiënter functioneren.
De Plantagenetkoningen regeerden volgens het principe van vis et voluntas (kracht en wil), waarbij zij veel uitvoerende maatregelen namen, maar soms werden er ook volledig willekeurige beslissingen gemaakt. De koningen zagen zichzelf dan ook als figuren die boven de wet stonden, hoewel vele schrijvers en denkers uit die tijd van mening waren dat de koningen moesten handelen naar de wetten die bestonden. Het gebrek aan een model voor het geval een koning zich hier niet naar schikte, vormde een van de oorzaken van het schrijven van de Magna Carta.